# Homes oblidats
 Homes oblidats  (títol original: The Juggler) és una pel·lícula estatunidenca dirigida per Edward Dmytryk, estrenada el 1953. Ha estat doblada al català.

## Argument
Hans Muller, supervivent dels camps nazis on ha perdut la seva família, arriba a Israel. Ataca un policia, i és obligat a fugir a peu a través del país. L'acompanya una jove que el guia.

## Repartiment
- Kirk Douglas: Hans Muller
- Milly Vitale: Ya'El
- Paul Stewart: Karni
- Alf Kjellin: Daniel